# Transfiguratiekerk (Sarajevo)
De Kerk van de Transfiguratie (Servisch: Црква Светог Преображења) is een Servisch-orthodox kerkgebouw in Novo Sarajevo, Bosnië-Herzegovina.
Het is het enige kerkgebouw van de sinds de jaren '70 van de 20e eeuw sterk geslonken Servisch-orthodoxe gemeenschap in Novo Serajevo toen het Servische bevolkingsaandeel er nog 40% bedroeg en een van de drie Servisch-orthodoxe kerken van Serajevo, waartoe Novo Serajevo tegenwoordig wordt gerekend. De kerk werd in 1940 gebouwd en ontworpen door Alexandar Deroko. Oorspronkelijk was het ontwerp gemaakt voor de bouw van een kerk in Split. De kerk werd gewijd door patriarch Gavrilo.
Gedurende de Joegoslavische burgeroorlog werd de kerk ernstig beschadigd. Na de oorlog volgde een restauratie. Herstelwerkzaamheden aan de fresco's begonnen in 2004. Het afgelopen decennium was het gebouw tientallen keren doelwit van vandalisme en inbraak.
Op 19 augustus 2010, de dag van het Orthodoxe feest van de Transfiguratie van de Heer, werd het 70-jarige jubileum van de kerk gevierd.